# Prater
|  | Per a altres significats, vegeu «Estadi Prater». |

El Prater (dedede) és un gran parc públic a Leopoldstadt, Viena, Àustria. El Wurstelprater, un parc d'atraccions que sovint s'anomena simplement també "Prater", es troba en una cantonada del Wiener Prater i inclou la noria de Wiener Riesenrad.

## Nom
El nom Prater deriva d'una de dues paraules llatines (o possiblement totes dues): pratum 'prat' o praetor 'magistrat, advocat', possiblement via el castellà prado o l'italià prato.

## Història

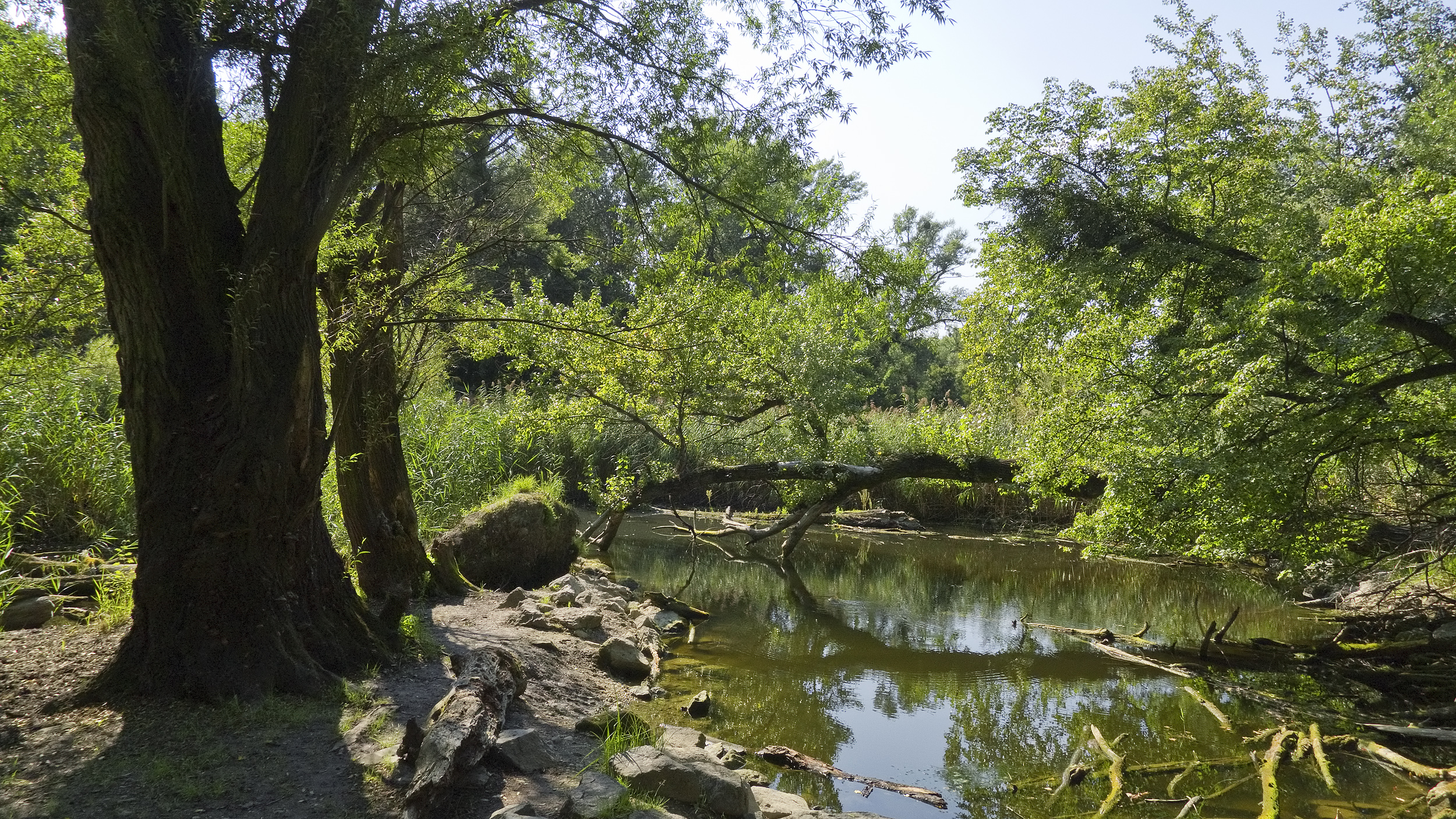
Mauthnerwasser (restes d'un canal)

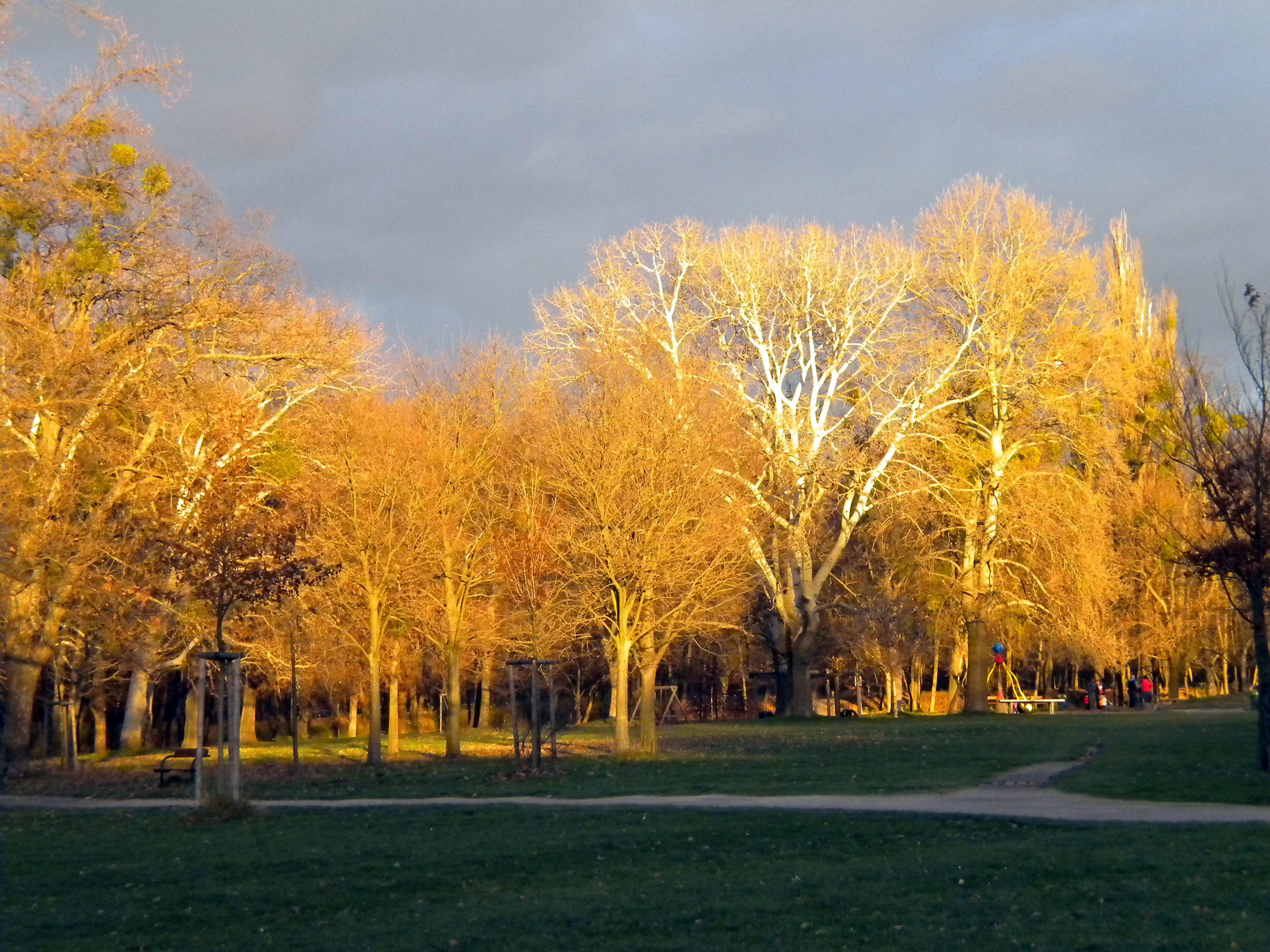
Jesuitenwiese al Prater a la tardor

La zona que conforma l'actual Prater es va esmentar per primera vegada l'any 1162, quan l'emperador Frederic I va cedir les terres a una família noble anomenada de Prato. La paraula "Prater" es va utilitzar per primera vegada l'any 1403, originalment referint-se a una petita illa del Danubi al nord de Freudenau, però es va estendre gradualment per significar també les zones veïnes. El terreny va canviar de mans amb freqüència fins que va ser comprat per l'emperador Maximilià II l'any 1560 per ser un terreny de caça. Per fer front al problema dels caçadors furtius, l'emperador Rodolf II va prohibir l'entrada al Prater. El 7 d'abril de 1766, l'emperador Josep II va declarar el Prater lliure per al gaudi públic i va permetre-hi l'establiment de cafeteries i cafès, fet que va donar lloc a l'inici del Wurstelprater. Durant tot aquest temps, la caça es va continuar fent al Prater, cosa que va acabar només l'any 1920.
L'Exposició Universal de Viena de 1873 es va celebrar al Prater. Es va destinar una gran àrea per a la fira, centrada a la Rotunde. La Rotonda es va construir amb motiu de l'Exposició Universal, i va ser l'edifici més gran de la fira. La Rotunde va ser destruïda per un incendi l'any 1937. Mentre estava dempeus, la seva cúpula era la més gran del món. L'antic emplaçament de la Rotonde està ara ocupat per edificis associats amb la Messe Wien i amb la Universitat d'Economia i Empresa de Viena .
Als terrenys de l'actual Kaiserwiese, l'any 1895 Gabor Steiner va establir una atracció anomenada "Venècia a Viena". La zona incloïa una llacuna artificial per simular els canals de Venècia, Itàlia.
A causa del desenvolupament, el Prater s'ha reduït significativament amb el temps. Per exemple, el Prater solia incloure la terra que ara és el Hafen Freudenau (Port de Freudenau), i el Stuwerviertel.
El 1978, part del Prater va ser designada com a "Prater Verd", i es va posar sota "protecció del paisatge".
L'any 2004 es van fer reformes importants al Wurstelprater, i una nova línia de ferrocarril subterrània va ser acabada i posada en servei l'11 de maig de 2008, que inclou tres parades al llarg del Prater (vegeu Metro de Viena). L'estació de tren de Wien Praterstern fa molt de temps que funciona i es troba a només unes desenes de metres de l'entrada al parc.
La superfície total del parc també s'ha vist reduïda per la construcció de l'Ernst-Happel-Stadion (estadi nacional d'Àustria), el Südosttangente (l'autopista més transitada d'Àustria) i la Trabrennbahn Krieau (una pista de carreres d'arnès). El 2013 es va inaugurar el nou campus de la Universitat d'Economia i Empresa de Viena al costat del Prater.
L'any 2019, Eliud Kipchoge va córrer la marató de 42,195 km en un tram de carretera del parc a l'INEOS 1:59 Challenge. El seu temps d'1:59:40 va ser la primera vegada que algú va córrer la distància de la marató en menys de dues hores.

## Altres atraccions

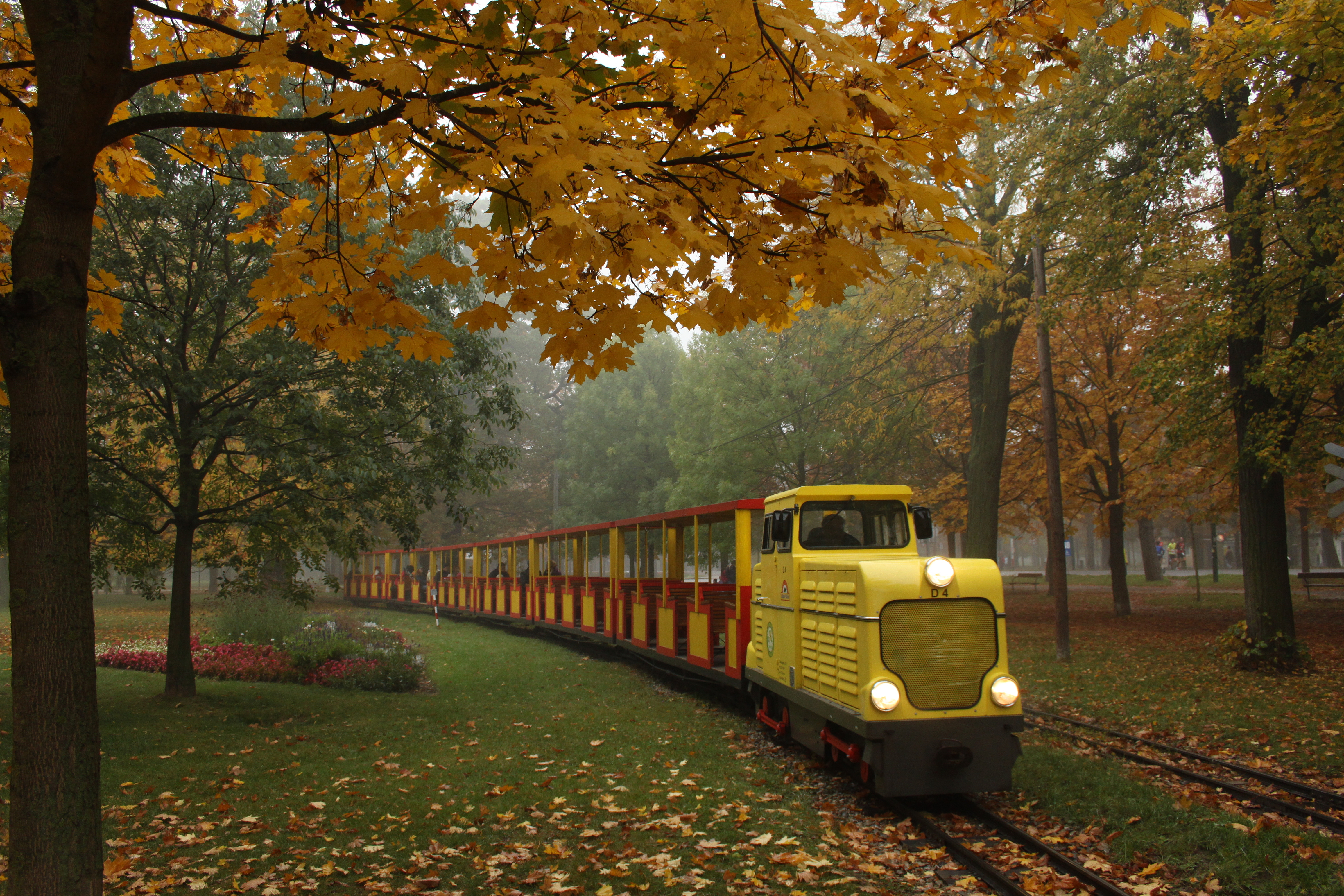
Locomotora D4 del Prater Liliputbahn

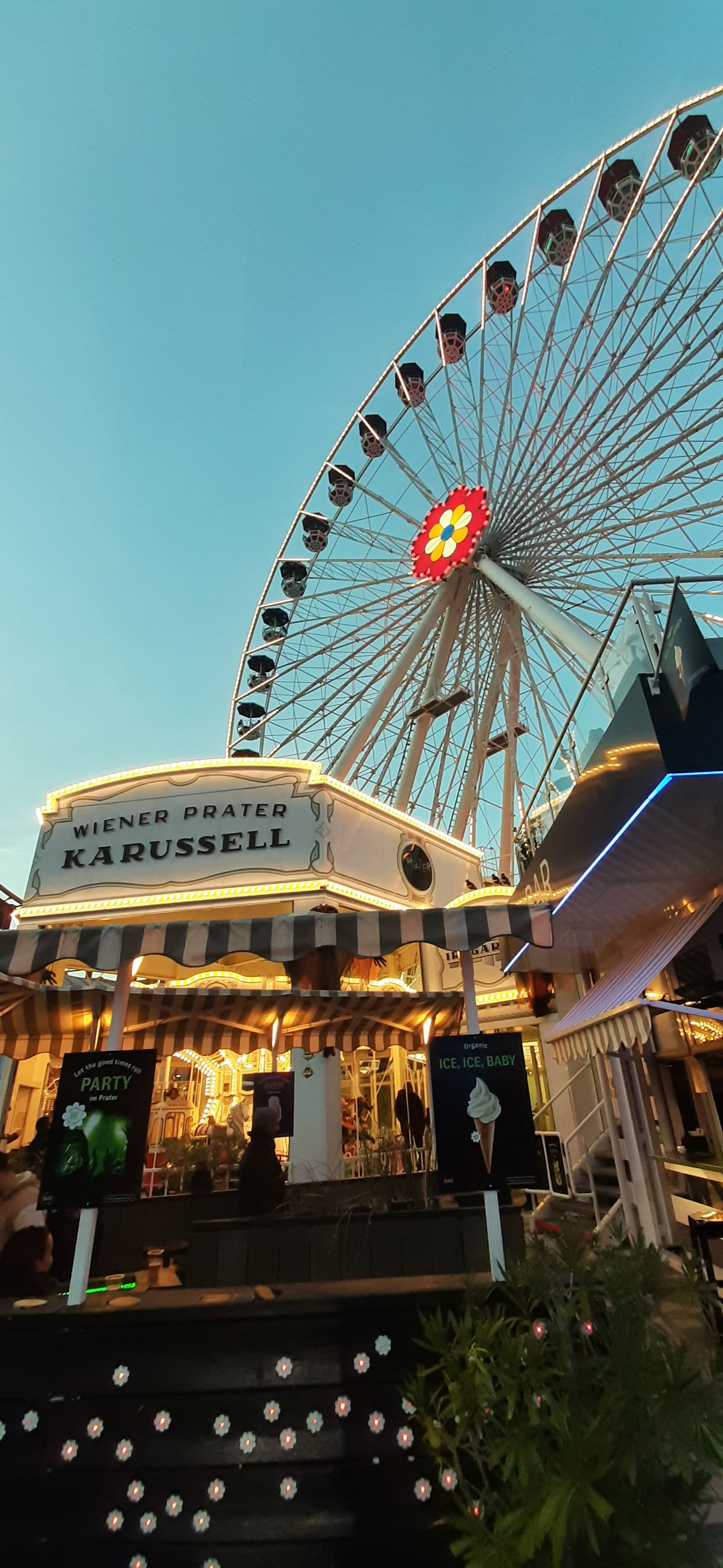
Roda del Prater de Viena al vespre

La Hauptallee (avinguda principal) és l'artèria principal, revestida de castanyers d'Índies, tancada als motoristes i coneguda pels aficionats als esports de la Marató anual de Viena. El Wiener Prater és la llar del Liliputbahn, un ferrocarril de via estreta . Un altre objecte inusual que es troba al Wiener Prater és la Republik Kugelmugel (República de Kugelmugel), una micronació esfèrica. El Wiener Prater també acull un planetari i el Museu del Prater.
La Hauptallee és la seu d'uns 30 esdeveniments de running organitzats cada any, com ara la Marató de la ciutat de Viena i la Cursa de dones austríaques. La tradició va començar l'any 1822, quan es feien curses entre corredors professionals i la noblesa de Viena. L'any 2022 va rebre la placa del Patrimoni Mundial de l'Atletisme per les seves contribucions a l'esport del running.